# لويشام الشرقية (دائرة انتخابية في المملكة المتحدة)
لويشام الشرقية (بالإنجليزية: Lewisham East)‏ هي إحدى الدوائر الانتخابية في المملكة المتحدة الممثلة في مجلس العموم في برلمان المملكة المتحدة.
عضو البرلمان الذي يمثلها حالياً هو :Bridget Prentice (Lab).